# دیوار آتش (فیلم)
دیوار آتش (به انگلیسی: Firewall) یک فیلم اکشن و دلهره‌آور آمریکایی محصول سال ۲۰۰۶ به کارگردانی ریچارد لانکرین است. در این فیلم بازیگرانی همچون هریسون فورد، پل بتانی، ویرجینیا مادسن، مری‌لین رایسکوب، جیمی بنت، کارلی شرودر، رابرت فورستر، رابرت پاتریک، نیکولای کاستر-والدو، وینس ویلوف، آلن آرکین، تای اولسون ایفای نقش کرده‌اند.
این فیلم هریسون فورد نقش یک بانکدار را بازی می‌کند که توسط مجرمان به رهبری پل بتانی مجبور می‌شود تا به آنها کمک کند تا ۱۰۰ میلیون دلار سرقت کنند، این فیلم ابتدا (عنصر اشتباه The Wrong Element) نام داشت و قرار بود مارک پلینگتون آن را کارگردانی کند، اما او در اوت ۲۰۰۴ پس از مرگ همسرش تولید را ترک کرد. دو ماه بعد لانکرین جایگزین او شد.